# Świnice Warckie-Kolonia
Świnice Warckie-Kolonia (do 2009 Świnice Warckie) – wieś w Polsce położona w województwie łódzkim, w powiecie łęczyckim, w gminie Świnice Warckie. 
W latach 1975–1998 miejscowość należała administracyjnie do województwa konińskiego.
Do 31 grudnia 2008 miejscowość była kolonią i nosiła nazwę Świnice Warckie.